# Metztla Arriba
Metztla Arriba är en ort i Mexiko.   Den ligger i kommunen Naupan och delstaten Puebla, i den sydöstra delen av landet, 140 km nordost om huvudstaden Mexico City. Metztla Arriba ligger 1 681 meter över havet och antalet invånare är 333.
Terrängen runt Metztla Arriba är kuperad åt sydost, men åt nordväst är den bergig. Runt Metztla Arriba är det ganska tätbefolkat, med 80 invånare per kvadratkilometer. Närmaste större samhälle är Huauchinango, 9,8 km söder om Metztla Arriba. I omgivningarna runt Metztla Arriba växer i huvudsak städsegrön lövskog.